# Porozumienie polsko-ukraińskie z 1908 roku
Porozumienie polsko-ukraińskie z 1908 roku – porozumienie zawarte w 1908 roku pomiędzy polskimi i ukraińskimi ugrupowaniami politycznymi Galicji.
W styczniu 1907 rząd austriacki ogłosił wprowadzenie nowej ordynacji wyborczej, wprowadzającej zasadę powszechności głosowania. Zwiększyła ona między innymi liczbę mandatów przypadających Galicji z 78 do 105. W wyborach przeprowadzonych w maju 1907 ugrupowania ukraińskie zwiększyły znacznie swój stan posiadania, zdobywając 27 mandatów. W wyborach do Sejmu Krajowego na początku 1908 Ukraińcy zdobyli 58,5% głosów w kurii wiejskiej.
Dlatego też polskie ugrupowania polityczne zaczęły liczyć się w żądaniami Ukraińców. Na początku kwietnia 1908 opracowano projekt porozumienia pomiędzy Kołem Polskim a Klubem Ukraińskim. Ukraińcy zrezygnowali z żądania podziału Galicji na kanton polski i kanton ukraiński oraz żądania utworzenia ukraińskiego uniwersytetu we Lwowie.
Polacy natomiast zapewnili Ukraińcom swobodny dostęp do administracji krajowej, jak również zaproponowali stanowiska wiceprezesa Rady Szkolnej Krajowej, wiceprezesa Sądu Apelacyjnego, wicemarszałka Sejmu Krajowego oraz dwa wysokie stanowiska urzędnicze w Ministerstwie Oświaty Galicji oraz Ministerstwie dla Galicji. Zobowiązali się również do utworzenia kilku katedr z ukraińskim językiem wykładowym na Uniwersytecie Lwowskim, utworzenia 3 nowych ukraińskich gimnazjów, oraz upaństwowienia ukraińskiego seminarium nauczycielskiego.
Porozumienie to nie weszło jednak w życie. 12 kwietnia 1908 student Myrosław Siczynski, członek USDP, zastrzelił namiestnika Galicji Andrzeja Potockiego. Zapoczątkowało to wzrost nacjonalizmu z obu stron, i do zawarcia nowego porozumienia doszło dopiero w 1914 r.

## Literatura
- Władysław Andrzej Serczyk: „Historia Ukrainy”, Wrocław 1990, ISBN 83-04-00443-7.